# Прича мог сина
Прича мог сина (енгл. My son's story) је књига јужноафричке књижевнице Надин Гордимер (енгл. Nadine Gordimer), објављена 1990. године. На српском језику књига је први пут објављена 1992. године у издању Светова из Новог Сада, и преводу Славице Стојановић. Поновљено издање објавила је издавачка кућа Vega media из Новог Сада 2004. године.

## О аутору
Надин Гордимер је рођена 1923. године у породици јеврејских имиграната из Литваније. Веома рано је почела да пише, а са 15 година јој је објављена прва прича у локалним новинама. Након Шарпвилског масакра 1960. године почела је да се занима за политику и убрзо постала један од жестоких критичара апартхејда. Књиге су јој често биле предмет цензуре. Године 1991. је добила Нобелову награду за књижевност. Преминула је у 2014. године.

## О књизи
Надин Гордимер се у роману Прича мог сина бави моралним и психолошким тензијама у својој домовини, у којој владају снажне расне поделе. То је прича о односима унутар породице црначког лидера Сонија, о његовој борби за права црнаца и љубавног односа са белкињом.
Књига објављена на српском језику из 2004. године садржи додатак са текстом говора Стура Алена, сталног секретара Шведске академије, који је одржан 10. децембра 1991. године под насловом Нобелова награда за књижевност 1991. године.